# Supersypnoides hampsoni
Supersypnoides hampsoni is een vlinder uit de familie van de spinneruilen (Erebidae). De wetenschappelijke naam van de soort is voor het eerst geldig gepubliceerd in 1917 door Wileman & South.